# Aimé Levet
Aimé Levet, italianizzato in Amato Levet, (Annecy, 25 agosto 1806 – Barattes, 16 giugno 1889), è stato un avvocato e politico francese.
È stato deputato nel Regno di Sardegna. In seguito è stato presidente del Consiglio dipartimentale dell'Alta Savoia e primo sindaco di Annecy dopo l'annessione della Savoia nel 1860.

## Biografia

### Origini
Aimé-Antoine Levet è nato il 25 agosto 1806 ad Annecy, nel dipartimento del Monte Bianco. Il ducato di Savoia era stato annesso alla Francia rivoluzionaria, con il decreto del 27 novembre 1792.
Il 27 maggio 1828 si laurea in diritto e in seguito diventa avvocato. Si sposa a Les Barattes con Caroline Albertine Cauvin (1832 - 10 luglio 1899). La coppia ha un figlio, Eugene Levet, capitano del Genio, cavaliere della Légion d'honneur

### Carriera politica sarda
Si interessa di politica e diventa consigliere provinciale e poi consigliere divisionale per il Genevese.
Aimé Levet, dopo essere stato componente del consiglio sindacale di Annecy (vice-sindaco dal 7 aprile 1849), divenne sindaco (25 marzo 1852), sostituendo Albert-Eugène Lachenal.
La Statuto Albertino apre nuovi orizzonti politici nel regno di Sardegna. In occasione elezioni suppletive del 27 giugno 1848 (I legislatura) Levet è eletto nel collegio di Annecy in rappresentanza dei conservatori, superando al ballottaggio il barone Livet. Alle elezioni riceve 133 voti rispetto agli 87 di Livet, su 559 iscritti.
Nella seconda legislatura, nel 1849, non si ricandida ed è eletto al suo posto Antoine Mathieu.
Al momento del dibattito sul futuro del ducato di Savoia, si schiera con la tendenza liberale et anticlericale savoiarda, a favore dell'annessione del ducato alla Francia. Si esprimi in tal senso alla Camera:
(Niccolò Rodolico et al., Storia del Parlamento italiano)

### Carriera politica francese

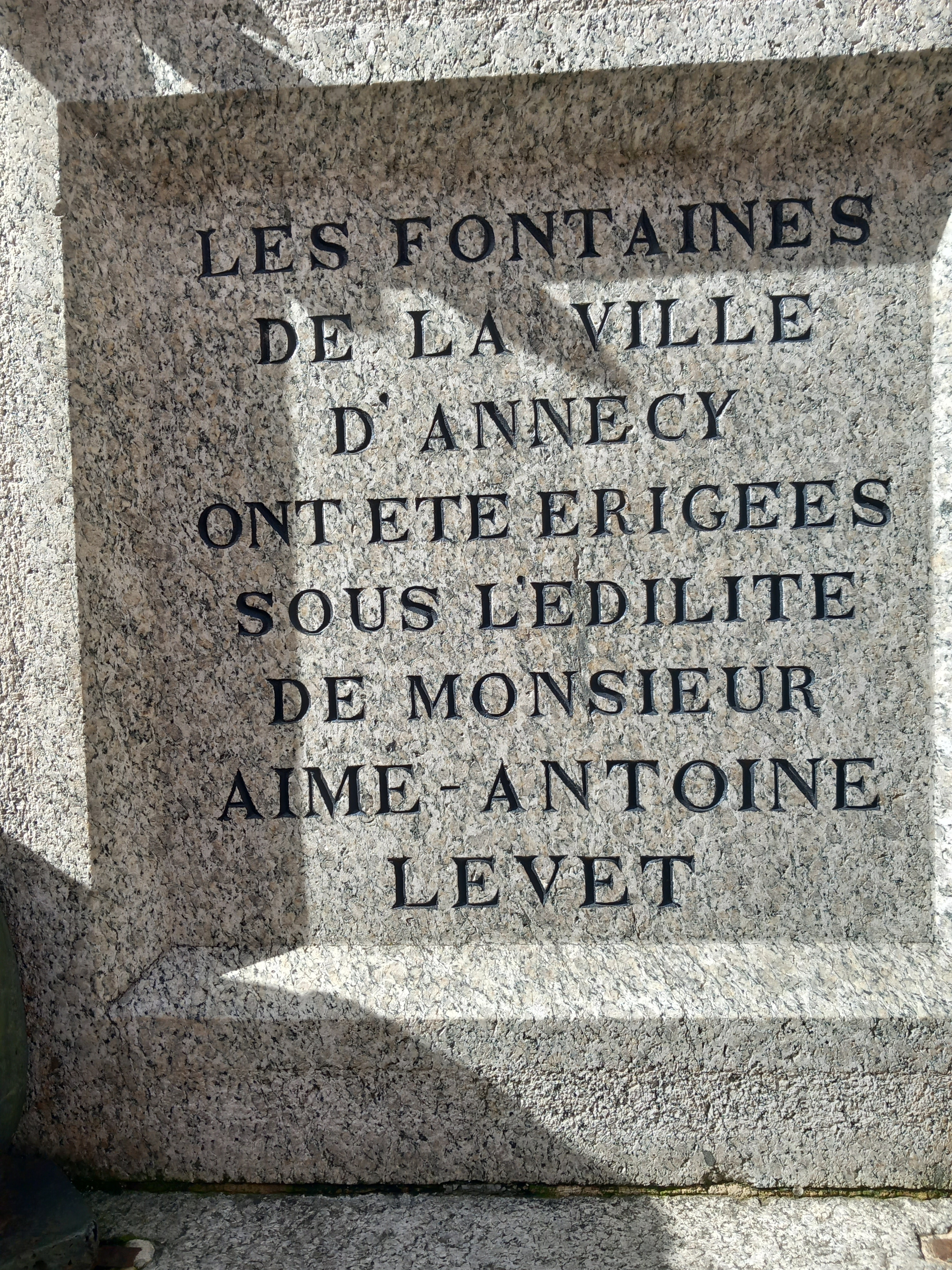
Targa commemorativa ad Annecy

Dopo l'annessione prosegue sua carriera politica. È nominato sindaco di Annecy l'11 giugno 1860, dopo l'annessione, e rimane nella carica fino al 1864. Il suo ruolo nel passaggio della Savoia alla Francia gli fa ottenere la onorificenza di cavaliere della Legion d'onore.
È eletto consigliere generale del cantone di Annecy, e in seguito è il primo presidente del consiglio generale della Alta Savoia. Il si oppone alla nuova denominazione del dipartimento, preferendo quello di "Mont-Blanc", ricordando in particolare che "Alta Savoia" era stato il nome di un'antica provincia, con Albertville come capoluogo.
Un voto in questo senso sarà espresso dall'assemblea, e anche dal municipale di Annecy.
Si presenta alle prime elezioni legislative del 9-10 dicembre 1860, ma è il cattolico ultramontano, Hippolyte Pissard che ottiene il seggio.
È azionista della Banque de Savoie, e in seguito, nel 1864, diventa responsabile della succursale di Annecy.
Aimé Levet muore a una località chiamata "Barattes" nel comune di Annecy-le-Vieux.